# 六日市医療技術専門学校
六日市医療技術専門学校（むいかいちいりょうぎじゅつせんもんがっこう）は、島根県鹿足郡吉賀町に所在した専修学校。

## 概要
1993年4月に開校。
3年制の看護科と2年制の介護福祉課を設置。
2019年3月に2021年度末に閉校することが発表される。
2022年3月4日に最後の卒業式が行われ閉校。
閉校してから校舎は解体される予定だったが住民から保存が求められる。
校舎は解体する予定だったのが保存することになり2022年7月4日に吉賀町は校舎の無償譲渡を受ける。
校舎だった建物に2023年10月に公共施設がオープンした。

## 沿革
- 1993年（平成5年）4月 - 島根県六日市町（現吉賀町）に六日市学園介護福祉科を開設
- 1997年（平成9年）4月 - 看護科（昼間定時制）を開設し、六日市医療技術専門学校と改称
- 2011年（平成23年）11月 - 介護療養型老人保健施設六日市苑を開設
- 2016年（平成28年）1月 - 介護福祉士実務者研修科(通信制）を開設
- 2022年（令和4年）3月 - 閉校

（“六日市医療技術専門学校学校紹介”. 2022年5月21日時点のオリジナルよりアーカイブ。2024年2月6日閲覧。より）

## 学園理念
3P主義 - 日々の教育実践において「3P主義」(人間本位 - Person）、（知識研鑽 - Progression）、（安心・安全 - Peace）を理念とした。介護・看護分野の専門職として、地域社会のニーズに応えることができる幅広い知識と教養、豊かな完成と品格を備えた人材を育成することを心掛けてきた。